# 막시밀리안 폰 호헨베르크 공작

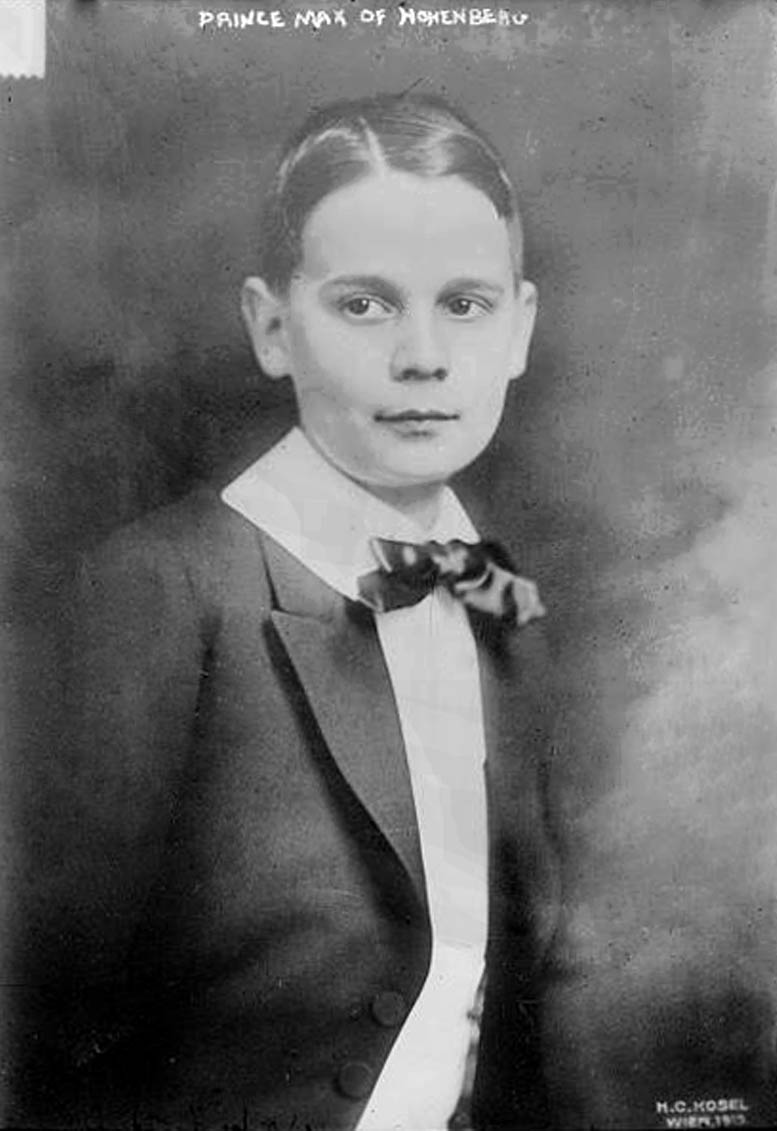
호헨베르크 공작 막시밀리안

호헨베르크 공작 막시밀리안(Maximilian, Duke of Hohenberg, 1902년 9월 29일 ~ 1962년 1월 8일)는 프란츠 페르디난트 폰 외스터라이히에스테 대공과 그의 아내 조피 초테크 폰 호헨베르크 여공작의 장남이었다. 부모의 결혼이 유기적이었기 때문에 그는 오스트리아-헝가리 왕위 계승에서 제외되었고, 아버지가 추정 상속자로 있는 아버지의 왕조적 작위, 소득, 재산을 상속받을 필요가 있었지만, 대공의 개인 재산이나 어머니의 재산은 상속받지 못했다.